# Stazione di Domagnano-Montelupo
La stazione di Domagnano-Montelupo era situata lungo la linea ferroviaria a scartamento ridotto Rimini-San Marino, a servizio del castello di Domagnano e della curazia di Montelupo, a San Marino.

## Storia
La fermata fu inaugurata insieme alla linea il 12 giugno 1932 e rimase attiva fino al 12 luglio 1944.
A causa degli ingenti danni provocati dai bombardamenti avvenuti durante la seconda guerra mondiale, né la stazione né la linea stessa vennero più riattivate. Il fabbricato viaggiatori è adibito ad una abitazione privata.

## Strutture e impianti
La fermata era dotata da un fabbricato viaggiatori e da due binari. Ad oggi (2016) rimane il fabbricato viaggiatori adibito ad una abitazione privata e sull'ex sedime ferroviario sono stati messi i carri merci della ferrovia.